# Rhyacotriton variegatus
Rhyacotriton variegatus är en groddjursart som beskrevs av George Ledyard Stebbins och Lowe 1951. Rhyacotriton variegatus ingår i släktet Rhyacotriton och familjen Rhyacotritonidae. IUCN kategoriserar arten globalt som livskraftig. Inga underarter finns listade i Catalogue of Life.